# Hot (албум на Мелани Браун)
Hot е дебютният студиен албум на английската певица Мелани Браун, издаден през 2000 година. Албумът успява да достигне 28-о място във Великобритания.

## Списък с песните
1. Feels So Good – 5:06
2. Tell Me – 4:33
3. Hell No – 4:18
4. Lullaby – 3:26
5. Hotter – 3:14
6. Step Inside – 3:59
7. ABC 123 – 3:13
8. I Believe – 4:01
9. I Want You Back (с Миси Елиът) – 3:26
10. Pack Your Shit (с Ерик Уилямс) – 4:21
11. Feel Me Now – 4:58